# پاتریک فولراث

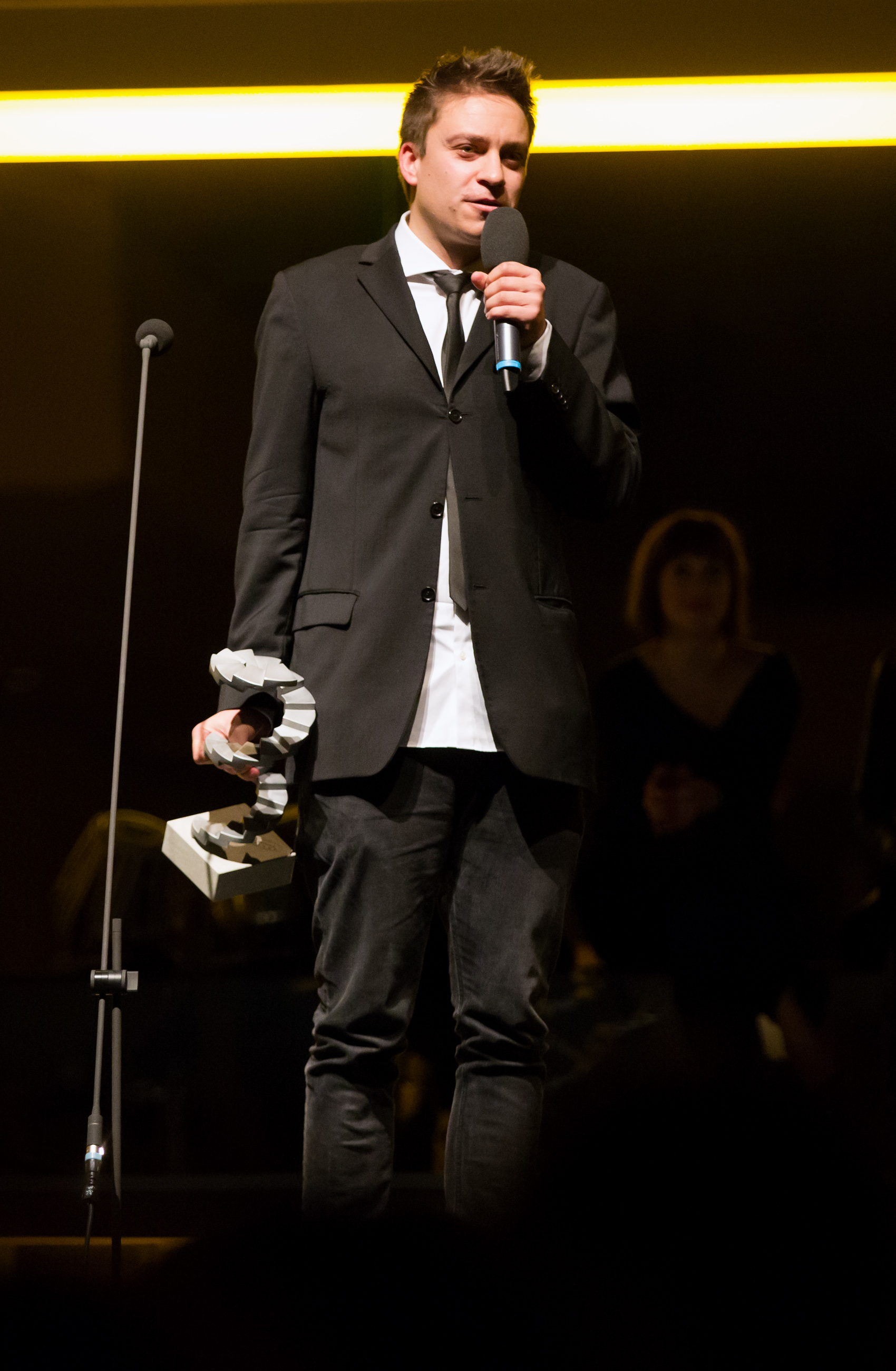

پاتریک فولراث (آلمانی: Patrick Vollrath؛ زادهٔ ۱۶ فوریهٔ ۱۹۸۵) کارگردان فیلم، فیلم‌نامه‌نویس، تدوین‌گر، و تهیه‌کننده فیلم اهل آلمان است. وی برنده جایزه زردآلوی طلایی در بخش  Apricot Stone جشنواره بین‌المللی فیلم زردآلوی طلایی ایروان ۲۰۱۵ شد.

## گزیده فیلمشناسی
- ۷۵۰۰ (۲۰۱۹)

## جوایز
- برنده در جشنواره بین‌المللی فیلم زردآلوی طلایی ایروان ۲۰۱۵
- برنده در جشنواره فیلم کن ۲۰۱۵
- برنده در جایزه آکادمی برای دانشجویان فیلم‌ساز
- نامزد جایزه اسکار بهترین فیلم کوتاه در هشتاد و هشتمین دوره جوایز اسکار